# Acalypha radicans
Acalypha radicans é uma espécie de flor do gênero Acalypha, pertencente à família Euphorbiaceae.